# Sanaa Lathan
Sanaa McCoy Lathan (ur. 19 września 1971 w Nowym Jorku, USA) – amerykańska aktorka.
Córka Stana Lathana, producenta telewizyjnego, i Eleanor McCoy, aktorki i tancerki. Uczyła się w Manhattan Center for Science and Mathematics. Ukończyła anglistykę na University of California w Berkeley. Rozważała karierę prawniczki, jednak ostatecznie zapisała się na Yale School of Drama.

## Wybrana filmografia
- Blade: Wieczny łowca (1998) jako Vanessa
- Miłość i koszykówka (2000) jako Monica Wright
- Brown Sugar (2002) jako Sidney Shaw
- Wyścig z czasem (2003) jako Ann Merai Harrison
- Obcy kontra Predator (2004) jako Alexa Woods
- Obcy kontra Predator 2 (2007) jako Lex Kline
- Coś nowego (2006) jako Kenya Denise McQueen